# لیگ برتر والیبال زنان ایران
لیگ برتر والیبال زنان ایران بالاترین سطح مسابقات کشوری والیبال در ایران است. با افزایش تیم‌های باشگاهی و دسته‌های آزاد والیبال بانوان در سطح کشور، انجمن والیبال زنان ایران جهت بالا بردن سطح کیفی مسابقات تصمیم گرفت از سال ۱۳۸۰ رقابت‌ها را در ۳ مقطع لیگ برتر، دسته یک و دسته دو برگزار نماید. تا کنون بیست دوره از این رقابت‌ها برگزار شده است و هما نخستین فصل و باشگاه والیبال باریج اسانس کاشان جدیدترین قهرمان‌های این لیگ هستند.

## پیشینه
۸ تیم در اولین دوره لیگ برتر والیبال زنان شرکت کردند که در دو گروه ۸ تیمی مسابقه دادند. اولین فینال لیگ برتر بین پاس و هما در اسفندماه ۱۳۸۰ برگزار شد. دومین دوره لیگ برتر با حضور ۶ تیم در سال ۱۳۸۱ برگزار شد. دهمین دوره مسابقات دسته یک والیبال بانوان نیز در نیمه اول سال ۱۳۸۰ برگزار شد.

## قهرمان‌ها

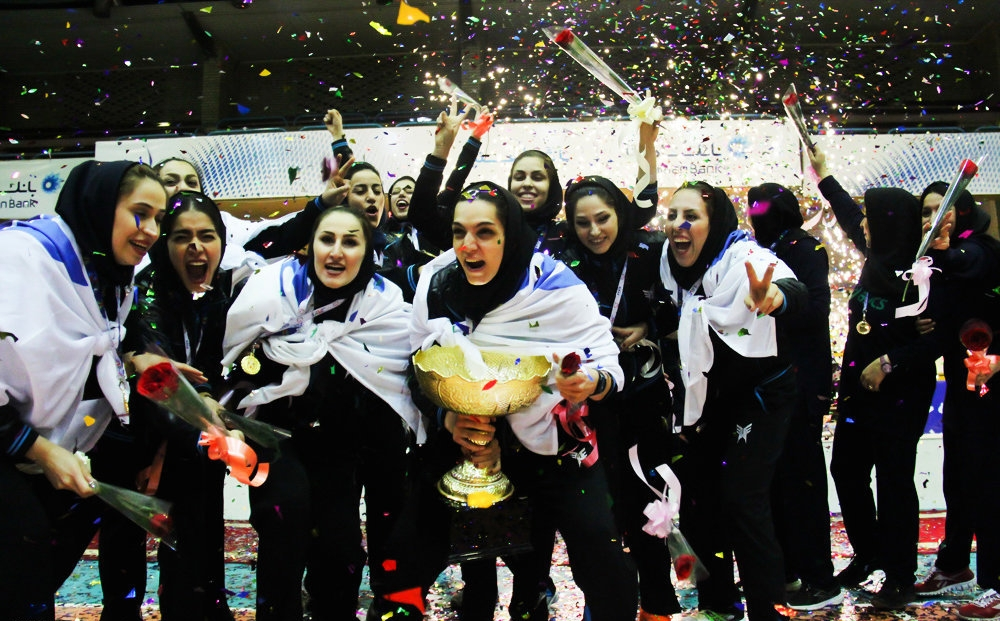
دانشگاه آزاد قهرمان فصل ۱۳۹۳. جام قهرمانی لیگ ۱۳۹۳ در دستان مائده برهانی و شکوفه صفری.

طبق نوشته سایت تابناک تیم ذوب‌آهن بین سال‌های ۱۳۸۴ تا ۱۳۸۸ پنج عنوان قهرمانی پیاپی در لیگ برتر والیبال کسب کرده‌است و با یک قهرمانی دیگر در فصل ۱۳۹۷با کسب شش عنوان قهرمانی پرافتخارترین تیم رقابت‌هاست.
| فهرست قهرمان‌های لیگ برتر والیبال زنان ایران | فهرست قهرمان‌های لیگ برتر والیبال زنان ایران | فهرست قهرمان‌های لیگ برتر والیبال زنان ایران                                                                                   | فهرست قهرمان‌های لیگ برتر والیبال زنان ایران | فهرست قهرمان‌های لیگ برتر والیبال زنان ایران | فهرست قهرمان‌های لیگ برتر والیبال زنان ایران |
| دوره                                        | فصل                                         | قهرمان | نایب‌قهرمان                                  | جایگاه سوم                                  | منبع                                        |
| ------------------------------------------- | ------------------------------------------- | --- | ------------------------------------------- | ------------------------------------------- | ------------------------------------------- |
| ۱                                           | ۱۳۸۰                                        | هما تهران | پاس تهران                                   |                                             |                                             |
| ۲                                           | ۱۳۸۱                                        | دانشگاه آزاد |                                             |                                             | [ ۱۰ ]                                      |
| ۳                                           | ۱۳۸۲                                        | هما تهران | ذوب‌آهن اصفهان                               | دانشگاه آزاد                                | [ ۱۱ ] [ ۱۲ ]                               |
| ۴                                           | ۱۳۸۳                                        | هما تهران |                                             |                                             | [ ۱۳ ]                                      |
| ۵                                           | ۱۳۸۴                                        | ذوب‌آهن اصفهان |                                             |                                             | [ ۹ ]                                       |
| ۶                                           | ۱۳۸۵                                        | ذوب‌آهن اصفهان | هما تهران                                   | برق تهران                                   |                                             |
| ۷                                           | ۱۳۸۶                                        | ذوب‌آهن اصفهان | سایپا تهران                                 | دانشگاه آزاد                                |                                             |
| ۸                                           | ۱۳۸۷                                        | ذوب‌آهن اصفهان | سایپا تهران                                 | دانشگاه آزاد ابهر                           |                                             |
| ۹                                           | ۱۳۸۸                                        | ذوب‌آهن اصفهان | پرسپولیس                                    | حجاب آمل                                    | [ ۹ ]                                       |
| ۱۰                                          | ۱۳۸۹                                        | پرسپولیس تهران |                                             |                                             | [ ۱۴ ]                                      |
| ۱۱                                          | ۱۳۹۰                                        | گیتی پسند | گاز تهران                                   | ذوب‌آهن اصفهان                               |                                             |
| ۱۲                                          | ۱۳۹۱                                        | گیتی پسند | ذوب‌آهن اصفهان                               | گاز تهران                                   |                                             |
| ۱۳                                          | ۱۳۹۲                                        | گاز تهران | ذوب‌آهن اصفهان                               | دانشگاه آزاد                                |                                             |
| ۱۴                                          | ۱۳۹۳                                        | دانشگاه آزاد | ذوب‌آهن اصفهان                               | گاز تهران                                   |                                             |
| ۱۵                                          | ۱۳۹۴                                        | گاز تهران | دانشگاه آزاد                                | ذوب‌آهن اصفهان                               |                                             |
| ۱۶                                          | ۱۳۹۵                                        | بانک سرمایه | ذوب‌آهن اصفهان                               | دانشگاه آزاد                                |                                             |
| ۱۷                                          | ۱۳۹۶                                        | پیکان تهران | ذوب‌آهن اصفهان                               | بهنمیر مازندران                             |                                             |
| ۱۸                                          | ۱۳۹۷                                        | ذوب‌آهن اصفهان | پیکان تهران                                 | نامی‌نو اصفهان                               |                                             |
| ۱۹                                          | ۱۳۹۸                                        | سایپا تهران | ذوب‌آهن اصفهان                               | باریج اسانس کاشان                           | [ ۱۵ ]                                      |
| ۱۹                                          | ۱۳۹۸                                        | به دلیل شیوع کرونا فدراسیون والیبال، لیگ برتر را تعطیل کرد و رتبه‌بندی لیگ در هفته ۱۲ام را به عنوان رتبه بندی نهایی اعلام کرد. |                                             |                                             | [ ۱۵ ]                                      |
| ۲۰                                          | ۱۳۹۹                                        | سایپا تهران | ذوب‌آهن اصفهان                               | پیکان تهران                                 | [ ۱۶ ]                                      |
| ۲۱                                          | ۱۴۰۰                                        | باریج اسانس کاشان | سایپا تهران                                 | ذوب‌آهن اصفهان                               |                                             |
| ۲۲                                          | ۱۴۰۱                                        | |                                             |                                             | [ ۱۷ ]                                      |

## آمار

### قهرمانی‌ها بر پایه باشگاه‌ها
| قهرمان‌های لیگ برتر والیبال زنان بر پایه باشگاه‌ها | قهرمان‌های لیگ برتر والیبال زنان بر پایه باشگاه‌ها | قهرمان‌های لیگ برتر والیبال زنان بر پایه باشگاه‌ها | قهرمان‌های لیگ برتر والیبال زنان بر پایه باشگاه‌ها |
| رده                                              | نام                                              | تعداد قهرمانی‌ها                                  | فصل‌های قهرمانی                                   |
| ------------------------------------------------ | ------------------------------------------------ | ------------------------------------------------ | ------------------------------------------------ |
| ۱                                                | ذوب‌آهن اصفهان                                    | ۶                                                | ۱۳۸۴، ۱۳۸۵، ۱۳۸۶، ۱۳۸۷، ۱۳۸۸، ۱۳۹۷               |
| ۲                                                | هما تهران                                        | ۳                                                | ۱۳۸۰، ۱۳۸۲، ۱۳۸۳                                 |
| ۳                                                | دانشگاه آزاد                                     | ۲                                                | ۱۳۸۱، ۱۳۹۳                                       |
| ۳                                                | گیتی پسند                                        | ۲                                                | ۱۳۹۰، ۱۳۹۱                                       |
| ۳                                                | گاز تهران                                        | ۲                                                | ۱۳۹۲، ۱۳۹۴                                       |
| ۳                                                | سایپا تهران                                      | ۲                                                | ۱۳۹۸، ۱۳۹۹                                       |
| ۷                                                | پرسپولیس تهران                                   | ۱                                                | ۱۳۸۹                                             |
| ۷                                                | بانک سرمایه                                      | ۱                                                | ۱۳۹۵                                             |
| ۷                                                | پیکان تهران                                      | ۱                                                | ۱۳۹۶                                             |